# 備前矢田駅
備前矢田駅（びぜんやたえき）は岡山県和気郡佐伯町（現・和気町）矢田に位置していた同和鉱業片上鉄道線の駅（廃駅）である。

## 歴史
- 1923年（大正12年）8月10日：開業。
  - 当時の所在地表示は岡山県和気郡山田村矢田であった。
- 1955年（昭和30年）3月31日：佐伯町成立に伴い、所在地表示が岡山県和気郡佐伯町矢田になる。
- 1991年（平成3年）7月1日：路線廃止に伴い廃駅。
- 2003年（平成15年）11月24日：岡山県道703号備前柵原自転車道線（通称：片鉄ロマン街道）として整備。

## 駅構造

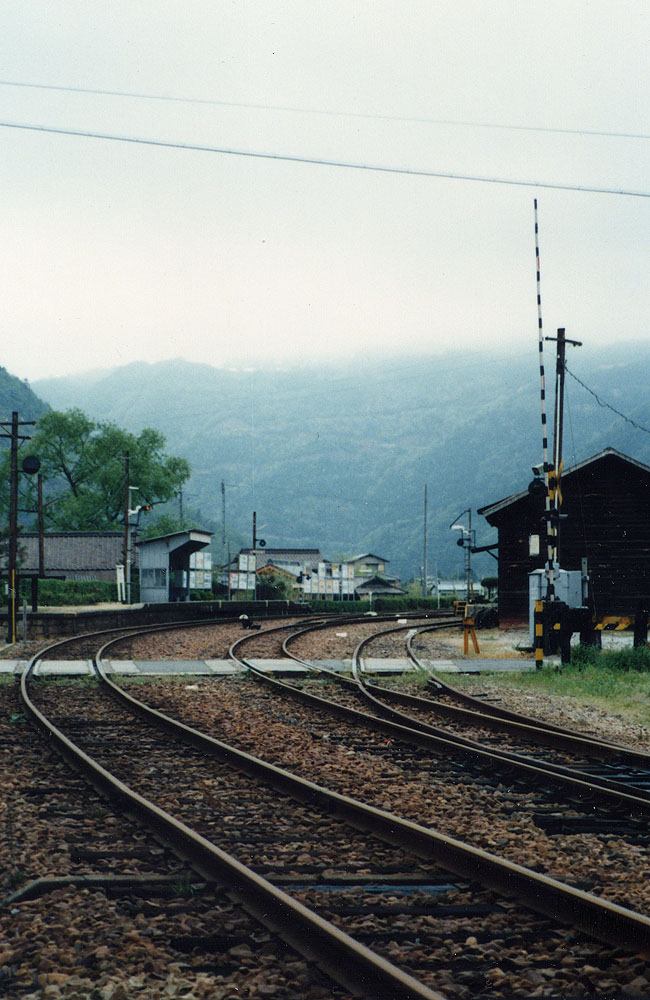
構内（1988年4月）

2面2線の地上駅で、中線および貨物側線・貨物ホームのある交換可能駅であった。赤い屋根の駅舎があり、肥料の積み出し駅であった。

## 駅周辺
- 和気町役場佐伯支所（旧：佐伯町役場）
- 和気町佐伯保健センター
- 和気町立佐伯中学校
- 和気町佐伯体育館

## 廃止後
岡山県道703号備前柵原自転車道線として整備され、廃止当時のホームの一部が現存している。ホーム上には様々なオブジェが設置・展示されている。

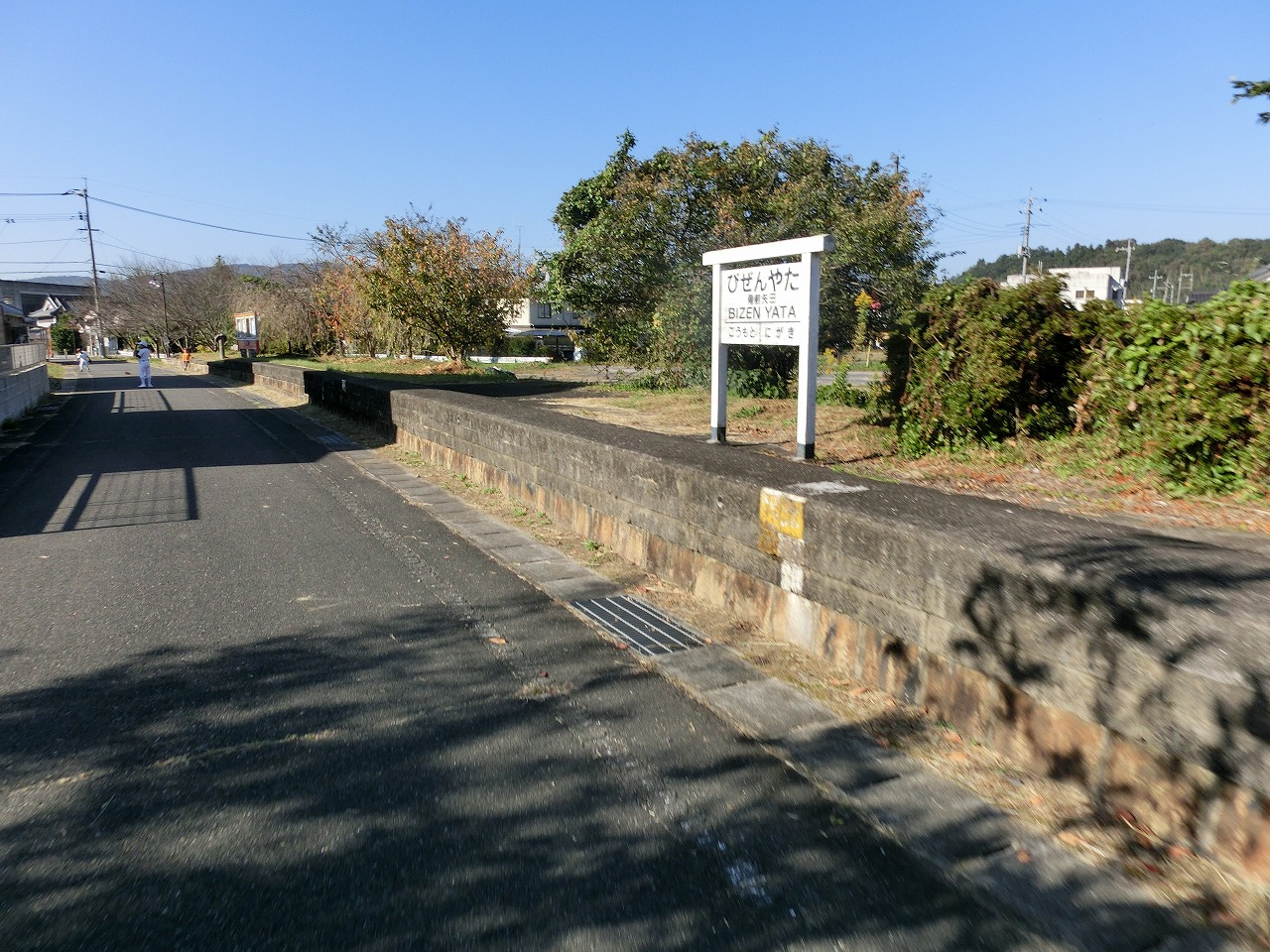
駅跡（2015年10月）

## 隣の駅
同和鉱業
片上鉄道線
河本駅 - 備前矢田駅 - 苦木駅
- 開業から1931年（昭和6年）まで当駅より苦木側（1.1 km地点）に井ノ口駅（貨物専用駅）が存在した。